# Nandu (köpinghuvudort i Kina, Jiangsu Sheng, lat 31,43, long 119,37)
Nandu (kinesiska: 南渡) är en köpinghuvudort i Kina. Den ligger i provinsen Jiangsu, i den östra delen av landet, omkring 89 kilometer sydost om provinshuvudstaden Nanjing. Antalet invånare är 58 350. Befolkningen består av 30 378 kvinnor och 27 972 män. Barn under 15 år utgör 11,0 %, vuxna 15-64 år 72 %, och äldre över 65 år 15,0 %.
Runt Nandu är det tätbefolkat, med 459 invånare per kvadratkilometer. Närmaste större samhälle är Licheng, 10,5 km öster om Nandu. Trakten runt Nandu består till största delen av jordbruksmark.
Genomsnittlig årsnederbörd är 1 538 millimeter. Den regnigaste månaden är juli, med i genomsnitt 254 mm nederbörd, och den torraste är december, med 48 mm nederbörd.